# باشگاه ورزشی آستریا لوستن‌آئو
باشگاه ورزشی آستریا لوستن‌آئو (انگلیسی: SC Austria Lustenau) یک باشگاه فوتبال حرفه‌ای مستقر در شهر لوستن‌آئو، فورارلبرگ، اتریش، که در بوندس‌لیگا اتریش، بالاترین سطح لیگ فوتبال اتریش، رقابت می‌کند. 
این باشگاه در سال ۱۹۱۴ تأسیس شد و به اتحادیه فوتبال فورآرلبرگ وابسته است.